# ラッセル・クラーク (ギャング)
ラッセル・リー・クラーク（Russell Lee Clark, 1898年8月9日 - 1968年12月24日）は1930年代のアメリカ合衆国のギャング。1933年10月から1934年1月に逮捕されるまでの3ヶ月間はデリンジャーギャングの主要メンバーの1人だった。

## 略歴

### 生い立ち
1898年8月9日、インディアナ州ビーゴ郡で生まれる。
1919年に海兵隊を不名誉除隊したあと、数年間の間に複数の銀行強盗を行い20年の禁固刑を言い渡された。

### 刑務所の仲間
インディアナ州刑務所でハリー・ピアポント、チャールズ・マクレイ、ジョン"レッド"・ハミルトン、ジョン・デリンジャーらと知り合った。陽気で気立ての良い性格のクラークは人気者になり「ブービー」 ”Boobie“(冗談好きな男)という愛称で呼ばれる。脱走に3度失敗し1929年に起きた囚人のハンガーストライキを先導した1人になった。
先に仮釈放されたデリンジャーは仲間を解放してやろうと刑務所に拳銃を差し入れ、1933年10月、クラークを含む9名がインディアナ州刑務所を脱獄した。
すぐにデリンジャーと合流するはずだったが彼は4日前に逮捕されていた。ピアポント、クラーク、マクレイの3人はオハイオ州ライマの拘置所からデリンジャーを解放するが、その際保安官を殺害した。

### 公共の敵
1933年11月、デリンジャーギャングはウィスコンシン州ラシーンの銀行を襲撃し、クラークはデリンジャー、ピアポント、ハミルトン、マクレイに次ぐ「公共の敵No,5」にランクされた。
クリスマスをフロリダ州デイトナビーチで過ごしたあと、クラークは恋人のオパール・ロングとアリゾナ州ツーソンに向かい、その後デリンジャー、ピアポント、マクレイらも合流した。

### ホテル・コングレスの火災
彼らはツーソンの貸家に潜伏する計画だったが、床のワックスをかけたばかりだったのでホテル・コングレスに泊まることにした。ところが2日目の朝、ホテルのボイラー室から火災が発生した。

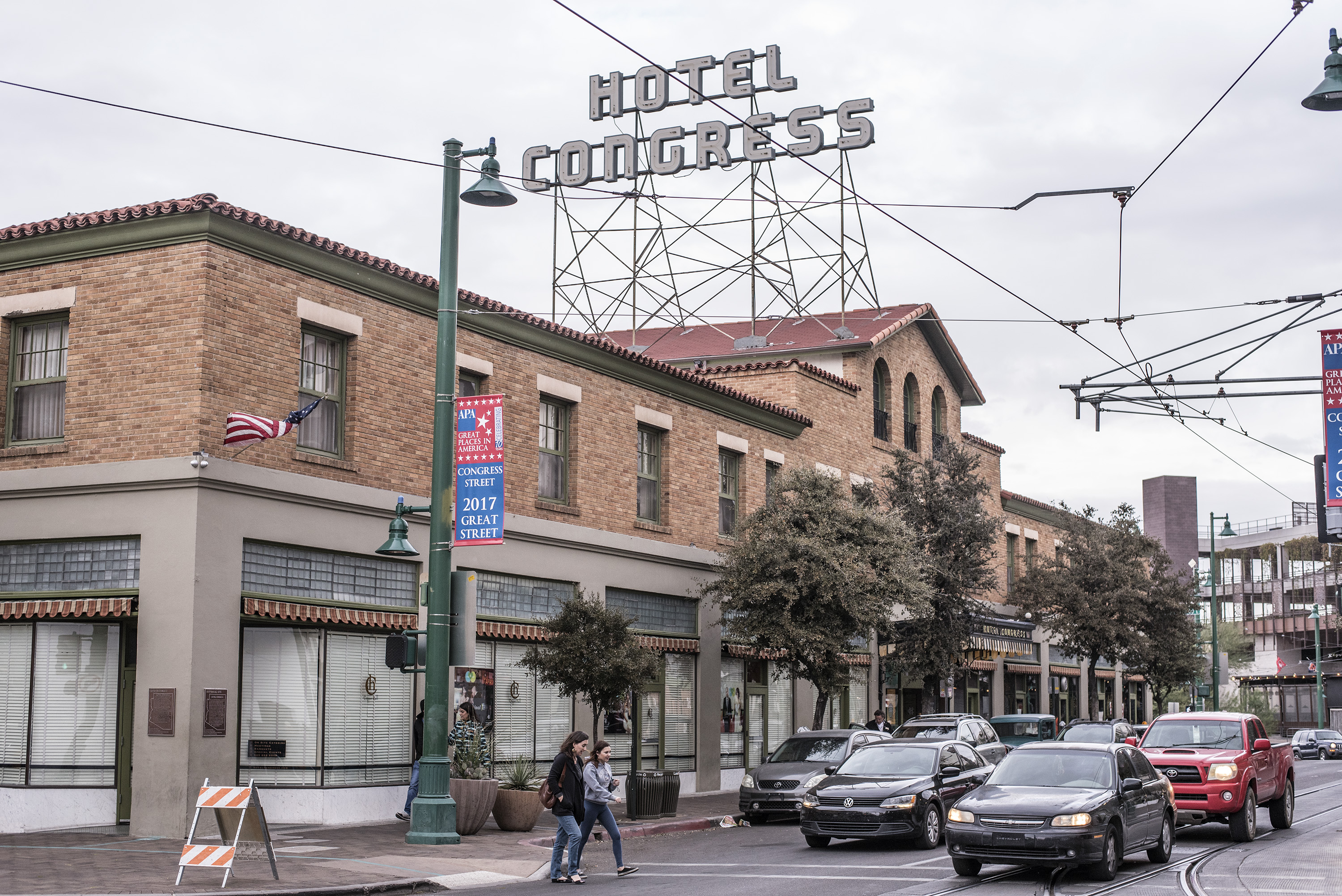
現在のホテル・コングレス

3階に泊まっていたクラークとマクレイははしご車で救助され、銃や現金が入ったカバンを消防士に運び出して貰った。クラークは2人の消防士に気前良く12ドル(現在の280ドル)を渡すのだが、高額な謝礼と重たいカバンが気になった消防士は署に戻って犯罪誌のバックナンバーを読み返し、クラークの指名手配写真を見つけた。
報告を受けたツーソン警察は彼らを尾行し、最初に貸家にいるクラークを取り押さえた。彼は激しく抵抗し銃を取ろうとしたため、拳銃で頭を殴られ気を失ったと伝えられている。

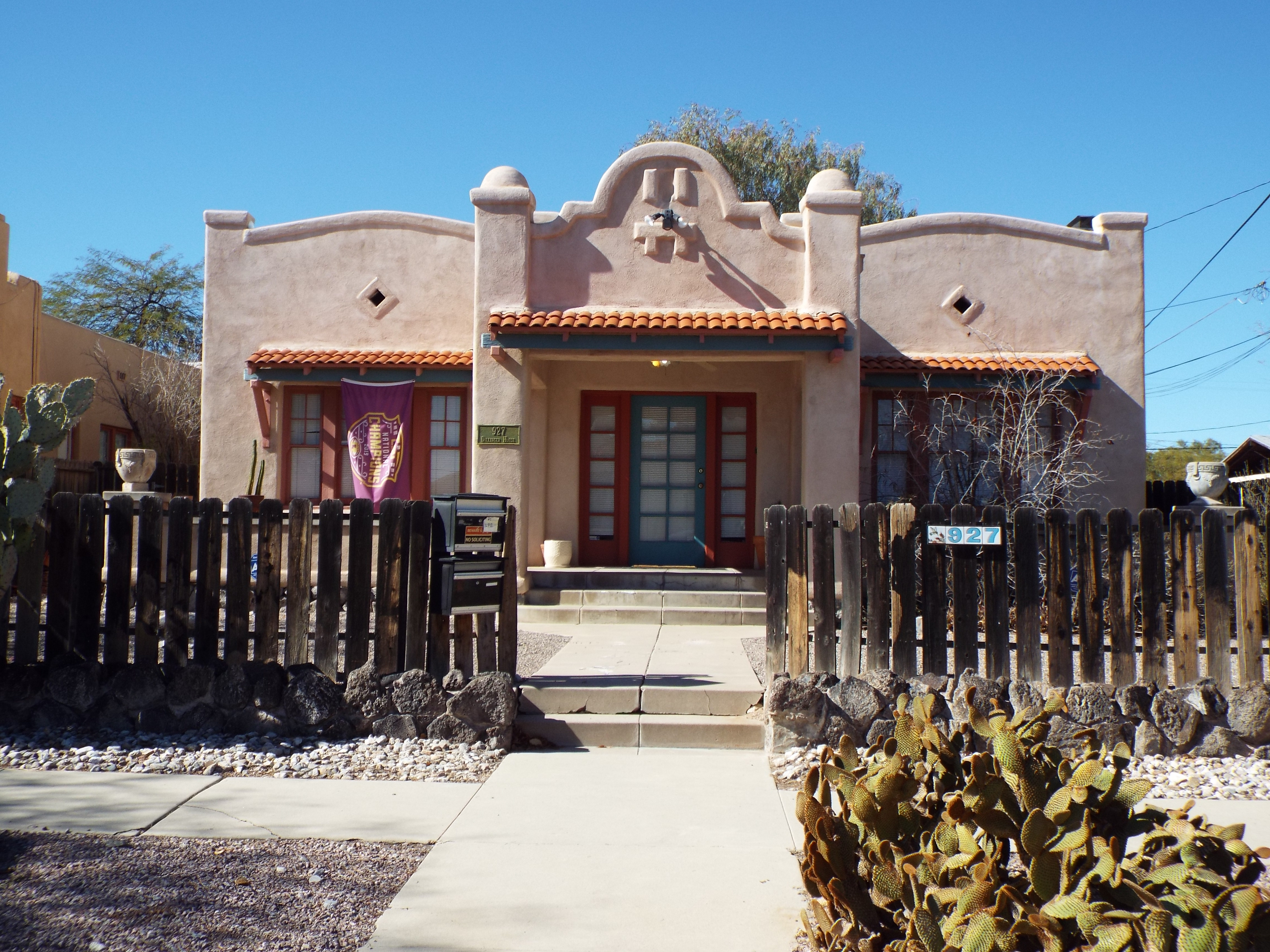
クラークが逮捕された隠れ家

それから3日以内に全員が逮捕され、クラーク、ピアポント、マクレイの3人は保安官殺害の裁判を受けるためアイダホ州に移された。

### 裁判～投獄の試み
2か月後に裁判が始まるが、クラークは自分の裁判だというのに法廷で大きなあくびをして居眠りしたという。判決はピアポントとマクレイに死刑、クラークに終身刑が言い渡された。
オハイオ州刑務所に入れられたピアポントとマクレイは石鹸と靴墨でリボルバーを自作し、1934年9月22日、食事を運びに来た看守に銃を突き付け脱獄を決行した。死刑囚6名を誘い出し、クラークも連れ出そうとしたがクラークは自ら独居房に引き返した。その後マクレイは射殺され、ピアポントは重傷を負った。ピアポントは翌月死刑に処された。

### 死亡
クラークは34年間をオハイオ州刑務所で過ごし、1968年8月14日に70歳で仮釈放された。しかし既に末期の癌を患っており、4ヶ月後のクリスマスイブにデトロイトの妹の家で死亡した。ミシガン州トロイのホワイトチャペル記念公園墓地に墓標もないまま埋葬されている。

## 登場する作品
- 「デリンジャー」”Dillinger”　演 - デヴィッド・ニードルフ（1991年のテレビ映画）